# مت کورنت
مت کورنت (انگلیسی: Matt Cornett) بازیگر آمریکایی است. او در نقش ای جی کاسول در سریال دیزنی پلاس تحت عنوان دبیرستان موزیکال: موزیکال: سریال (۲۰۱۹–اکنون) بازی می‌کند و یکی از قهرمانان فیلم کانال دیزنی زامبی‌ها ۳ (۲۰۲۲) است.